# Веласкес, Деметрио
Деметрио Веласкес (исп. Demetrio Velázquez) — аргентинский  биатлонист, член сборной Аргентины на Олимпийских играх 1980 года.

## Карьера
На зимних Олимпийских играх 1980 года был заявлен только на эстафету. Эстафетная команда, в состав которой кроме него входили Луис Риос, Хорхе Салас и Виктор Фигероа, не сумела финишировать.
В 1981 году принял участие в чемпионате мира в финском Лахти, где в индивидуальной гонке, допустив 11 промахов на огневых рубежах, стал предпоследним — 77-м, обогнав только своего соотечественника Виктора Фигероа. В эстафете, выступая олимпийским составом, команда Аргентины заняла также предпоследнее — 19-е место, опередив сборную Австралии.

### Участие в Олимпийских играх
| Год  | Место проведения | Инд | Спр | Эст |
| 1980 | Лейк-Плэсид      | —   | —   | DNF |

### Участие в Чемпионатах мира
| Год  | Место проведения | Инд | Спр | Эст |
| 1981 | ЧМ Лахти         | 77  | —   | 19  |